# Rodolfo Kubik
Rodolfo Kubik (Pola, 24 gennaio 1901 – Buenos Aires, 10 aprile 1985) è stato un musicista e antifascista italiano naturalizzato argentino.

## Biografia

### Gli anni giovanili
Rodolfo Kubik nacque a Pola da Guglielmo (veneziano di origini ceche) e dalla ronchese Giovanna Calligaris. Nel 1903 la famiglia Kubik si trasferì a Ronchi dei Legionari. Rodolfo cresce in una famiglia dove la musica è presente: il padre dirige la banda cittadina ronchese. Fin da piccolo, manifesta passione per la musica, padroneggiando l'uso di diversi strumenti, tanto che, nel campo profughi di Wagna, appena sedicenne, inizia ad insegnare oboe, flauto e clarinetto, cimentandosi nel contempo allo studio del pianoforte, sotto la supervisione del maestro Rodolfo Pellis. 
Finita la guerra, nel 1919 si iscrive al Conservatorio Tartini di Trieste, studiando composizione col maestro Antonio Illersberg, che dirà del giovane allievo:"Attesto di aver riscontrato nel sig. Kubik, oltre ad una straordinaria facoltà creativa come compositore, una specialissima naturale attitudine quale istruttore ed animatore di complessi corali". Nel 1922 gli viene conferito il diploma di primo grado al concorso di cori friulani. Ma intanto sta nascendo il fascismo, con le sue squadracce, e le idee antifasciste di Rodolfo e del fratello Ernesto costano loro un  fastidioso inghippo politico-burocratico: non avendo il padre dei due mai fatto richiesta della cittadinanza di queste terre sotto l'Impero Austro-Ungarico, fu colta dalle autorità l'occasione di non concedere la cittadinanza italiana, dichiarandoli cittadini cecoslovacchi. A questo punto si ritrovarono renitenti alla leva per la Cecoslovacchia. Li trasse d'impaccio il console cecoslovacco a Trieste, che fornì loro un passaporto valido per il nord e sud America, esonerandoli dalla leva; grazie a ciò, poterono emigrare in Argentina. 
Il fratello Ernesto emigrò subito, nel 1923. Rodolfo andò invece alcuni anni a Vienna a perfezionare i suoi studi, e lì apprese la dodecafonia. Incontrò grandi personalità: Arnold Schönberg, Angelica Balabanoff, ed altri. Divenne membro della Federazione austriaca di musicologia, della Confederazione internazionale dei musici, direttore d'orchestra. Quando, nel '25, la sorella Amalia partì alla volta dell'Argentina, Kubik lasciò Vienna e tornò a Ronchi. Nel clima politicamente teso, Kubik tiene un concerto dietro l'altro in tutta la Venezia Giulia, dedicandosi anche alla composizione. Ma la situazione peggiora: una sera gli venne imposto da una squadraccia fascista di iniziare un concerto a Ronchi suonando “Giovinezza”. Al rifiuto del maestro, i fascisti lo malmenarono. Il 30 aprile 1927 Kubik prese una sofferta decisione, e partì col passaporto cecoslovacco alla volta dell'Argentina. Si sistema dapprima dal fratello, e dopo due anni, da La Plata, si trasferisce a Buenos Aires.

### In Argentina
I primi tempi a Buenos Aires per Kubik furono duri: si esibisce come pianista in un cinema e coltiva la speranza di un'imminente caduta del fascismo, che gli avrebbe permesso di ritornare in Italia. Ad ogni modo riesce ad inserirsi bene nella vasta comunità di emigrati, animando attività culturali - su tutte, naturalmente, il canto corale. I cori da lui diretti riscossero vasti consensi, e presto il suo talento fu noto anche fuori dalla comunità italiana. Ormai perfettamente integrato, prese la cittadinanza argentina. 
Divenne quindi direttore dell'Associazione argentina di musica da camera, nonché dei cori di diverse radio: su tutte la Radio Nacional. Nel 1940, Kubik fonda il coro universitario di La Plata e sale alla presidenza dell'Associazione argentina di musica corale. Nel 1946 eseguì un brano del brasiliano Hector Villa-Lobos, e questi rimase colpito dalla perizia dell'esecuzione, tanto da scrivergli una lettera contenente elogi e la promessa di assistere personalmente alla prossima esecuzione, promessa che mantenne durante un sontuoso concerto al teatro Gran Rex di Buenos Aires due anni dopo. 
Gli anni '50 li passa componendo e portando nei teatri di tutta l'Argentina la musica di Tomadini, nonché diverse villotte friulane. Nel 1952 dirige un gran concerto al teatro Colon di Buenos Aires. Riarmonizza diverse opere di autori brasiliani del XVIII secolo, propostegli dal musicologo Francisco Curt Lange. Nel 1956 è nominato direttore del coro polifonico della Radio di Stato argentina. Tre anni più tardi fonda l'"Agrupaciòn coral Buenos Aires". Dal 1961 diventa membro dell'Istituto interamericano di musicologia e dirige i cori misti dell'Universidad Nacional de Cuyo.